# Dicarnosis vicina
Dicarnosis vicina är en stekelart som beskrevs av Trjapitzin och Hoffer 1977. Dicarnosis vicina ingår i släktet Dicarnosis och familjen sköldlussteklar.
Artens utbredningsområde är:
- Afghanistan.
- Armenien.
- Azerbajdzjan.
- Turkmenistan.

Inga underarter finns listade i Catalogue of Life.